# Alejandro Rodríguez Arias y Rodulfo
Alejandro Rodríguez Arias y Rodulfo   (Ceclavín, 26 de febrer de 1838 - l'Havana, 15 de juliol de 1893) fou militar espanyol de la segona meitat del segle xix.

## Biografia

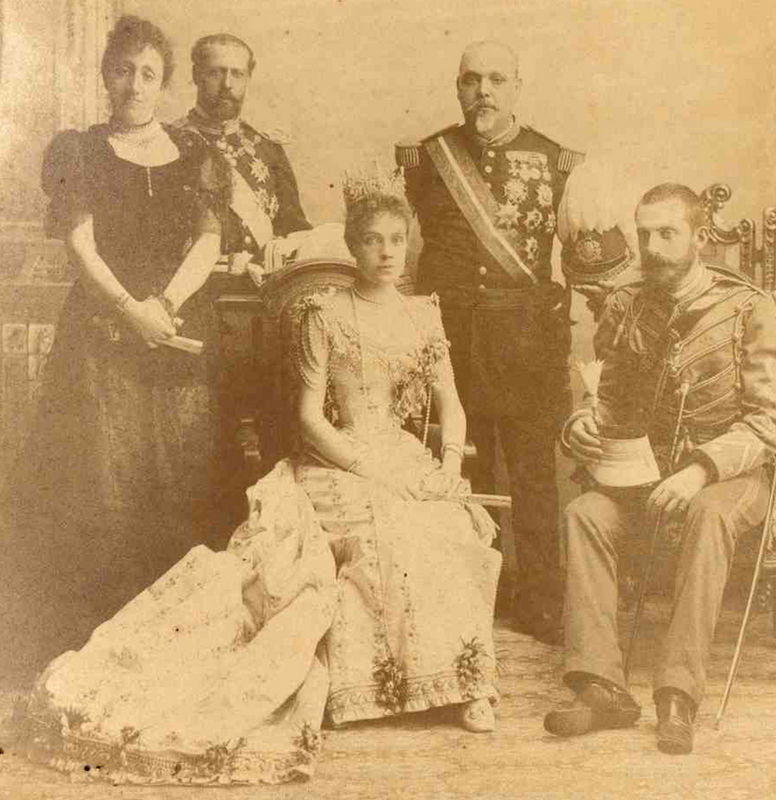
Alejandro Rodríguez Arias entre la infanta Eulàlia (germana d'Alfons XII) i el seu espòs el duc de Galliera; en la visita a l'Havana que va fer la infanta, al maig de 1893

En 1853 va ingressar a l'Acadèmia d'Artilleria de Segòvia i en 1858 va ascendir a capità i va ser destinat al Departament de l'Havana. El dia 10 d'abril de 1861 va embarcar cap a Santo Domingo com a part de la Brigada sota el comandament del brigadier Antonio Peláez y Campomanes que va incorporar aquest territori a la corona espanyola. En acabar la campanya fou ascendit a comandant d'artilleria. En 1864 fou ascendit a tinent coronel i va rebre la creu de Carles III. En 1866 fou destinat novament a Cuba, on va destacar com a cap de la Columna Volant a Santa Clara i Cienfuegos. En 1870 fou posat al cap del Batalló de Voluntaris de Saragossa contra el rebel cubà Agüero i ascendí a coronel. Des de 1874 va participar també en la tercera guerra carlina, i en acabar fou ascendit a general de divisió.
En 1877 fou ascendit a mariscal de camp i en 1878 a tinent general. Després fou governador militar de Cadis, capità general d'Andalusia i Castella, subsecretari de guerra i capità general de València (1890). Durant la minoria d'edat d'Alfonso XIII, la regna mare regent, Maria Cristina d'Habsburg-Lorena el va proposar com a Ministre de la Guerra, càrrec que Rodríguez-Arias va refusar, per la qual cosa en 1890 el va nomenar Capità General i Governador de l'illa de Cuba, la màxima autoritat i representació del govern i la corona en l'antiga colònia espanyola. Va morir víctima de malalties tropicals en l'Havana el 15 de juliol de 1893.